# Erigorgus sonorensis
Erigorgus sonorensis är en stekelart som först beskrevs av Cameron 1886.  Erigorgus sonorensis ingår i släktet Erigorgus och familjen brokparasitsteklar. Inga underarter finns listade i Catalogue of Life.